# Myndus racidis
Myndus racidis är en insektsart som beskrevs av Henry Fairfield Osborn 1903. Myndus racidis ingår i släktet Myndus och familjen kilstritar. Inga underarter finns listade i Catalogue of Life.